# Fabrique d'armes de Trubia
La Fabrique d’armes de Trubia, depuis 2001 filiale de la General Dynamics, est une usine d’armement implantée dans les Asturies et spécialisée dans la fabrication de châssis pour chars d’assaut et pour véhicules blindés.
L’emblématique Fabrique royale d’armes de Trubia vit le jour à la fin du XVIIIe siècle, quand le gouvernement espagnol, en guerre avec la France républicaine, décida de transférer ses ateliers de production d’armes (en même temps que les employés et leurs familles) du Pays basque, de Navarre et de Catalogne vers un emplacement plus éloigné de la frontière pyrénéenne. Le site choisi pour accueillir la nouvelle manufacture fut la bourgade de Trubia, en considération de la proximité de mines de fer et de charbon, de la disponibilité d’argile, et de la présence abondante de bois et d’eau (apportée par la rivière Trubia et le fleuve Nalón). Fondée formellement en 1794, la Fabrique d’armes fut cependant bientôt laissée à l’abandon, après qu’elle eut échoué à faire fonctionner ses hauts fourneaux, à réaliser la canalisation escomptée du Nalón pour ses besoins logistiques, mais surtout quand le personnel dut se disperser devant l’invasion française de 1808.
La Fabrique connut un renouveau en 1844, lorsque le gouvernement lui confia la production de pièces d’artillerie en fer destinées à pourvoir aux besoins de la marine et de la défense côtière. Sous l’impulsion du nouveau directeur, l’ingénieur militaire Elorza, une nouvelle structure manufacturière fut mise en place, avec de nouveaux ateliers et des hauts fourneaux fonctionnels, apte à accroître notablement les capacités de production, tout en respectant des normes de qualité rigoureuses. Une école des arts et métiers fut créée dans l’enceinte de l’usine, la première du genre en Espagne.
Après le départ d’Elorza en 1867, l’activité de la fabrique connut des hauts et des bas au gré des décisions politiques et des circonstances extérieures ; ainsi p. ex. la manufacture dut-elle renoncer au volet sidérurgique de son activité quand le gouvernement eut favorisé la concurrence de l’acier anglais par une réduction des droits de douane, et à l’inverse connut-elle une floraison lors de la Première Guerre mondiale, où elle fabriqua notamment un nouvel obus de 15,5 cm (sous brevet Schneider) et des chars de combat, dont elle fut en mesure, grâce à ses propres études et recherches, de lancer un modèle espagnol. Parallèlement furent édifiés de nouveaux ateliers, des cités ouvrières en dehors de l’enceinte de l’usine, et un imposant bâtiment administratif. La période de torpeur consécutive à la Guerre civile de 1936-1939 fut suivie d’un regain pendant la Seconde Guerre mondiale, où Trubia se vit assigner entre autres la production de matériel de défense anti-aérienne. En déclin à partir de 1950, la Fabrique d’armes fut soustraite à la tutelle de l’armée et intégrée dans l’entreprise publique Santa Bárbara, laquelle fut finalement privatisée et vendue à l’américaine General Dynamics en 2001.
Des périodes de gloire de sa manufacture, le bourg de Trubia a gardé des vestiges patrimoniaux, dont plusieurs ont fait l’objet de classement : ateliers de fabrication, comme autant de témoins de l’industrialisation des Asturies et de l’architecture industrielle ; lieux de résidence (cités ouvrières, villa d’officiers) ; centres de la vie sociale (casinos), etc.

## Historique

### Origines
En 1792, compte tenu des tensions qui régnaient entre la monarchie bourbonnienne espagnole et la France républicaine, et dans la perspective d’un probable conflit entre les deux pays, le Conseil d’État espagnol, réuni le 18 juin sous la présidence du roi Charles IV, affirma l'opportunité d’établir une fabrique de munitions qui soit suffisamment éloignée de la frontière française, au contraire des manufactures d’armement navarraises d’Eugui et d’Orbaiceta ou de celle de San Sebastián de Muga, dans l’Empordà (province de Gérone), toutes implantées à proximité de la frontière, ce qui représentait un risque en cas de conflit avec la France,. (C’est du reste ce qui allait se produire effectivement, après que l’Espagne eut en 1793 déclaré la guerre à la France révolutionnaire, qui venait d’exécuter le roi Louis XVI, et après que cette guerre se fut déroulée de façon désastreuse pour l’Espagne, qui vit ses usines d’Orbaiceta et d’Eugui être assiégées et prises d’assaut par les troupes françaises ; au terme du conflit, le 22 juillet 1795, le gouvernement espagnol n’eut d’autre issue que de signer le traité de Bâle et redoutait de perdre ses territoires limitrophes de la France.)

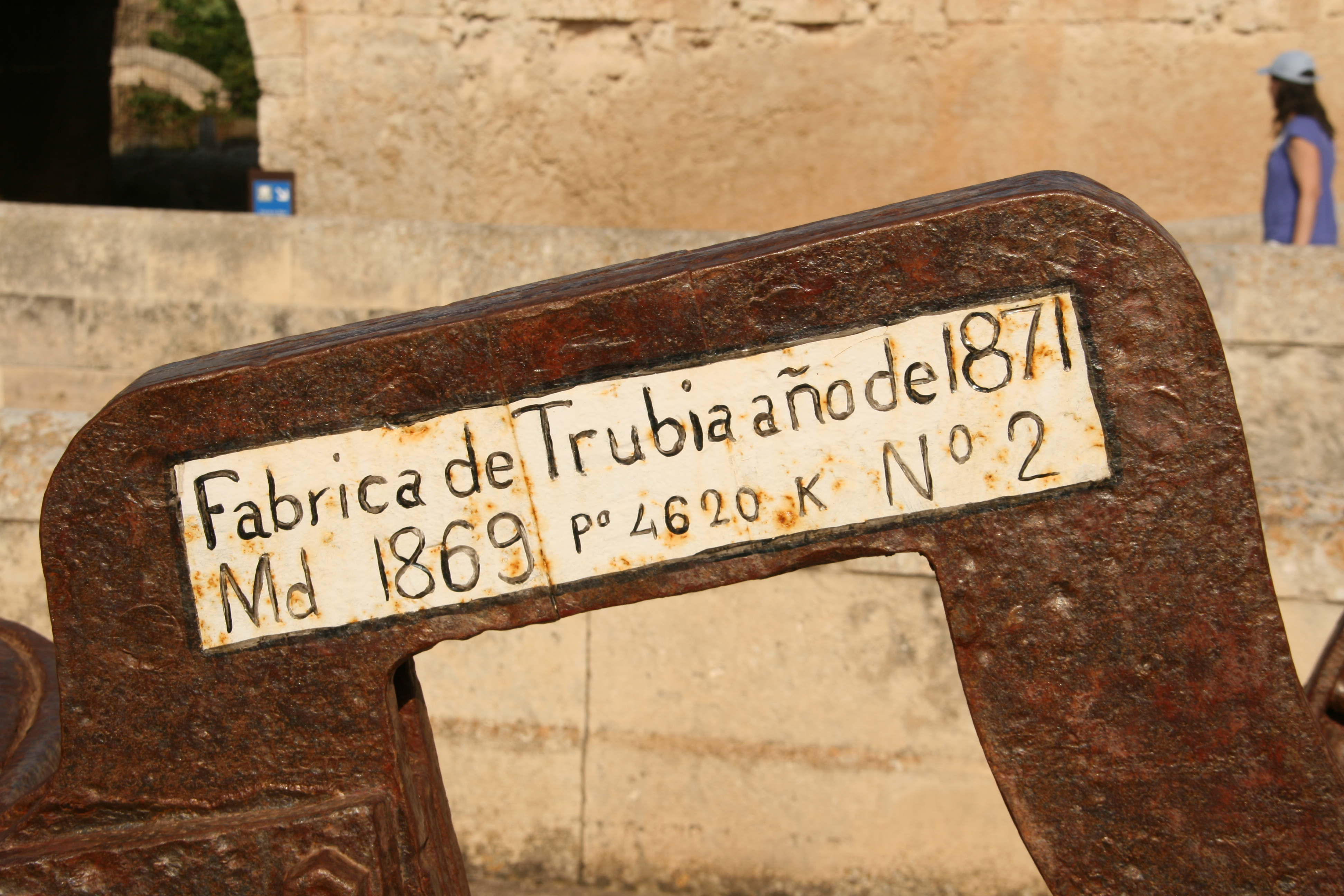
Plaque de métal ayant fait partie d’un affût fabriqué en 1871 à Trubia et destiné à transporter des pièces d’artillerie lourdes et volumineuses). L’objet se trouve exposé dans la forteresse Isabelle II (ou forteresse de La Mola), sur l’île de Minorque.

Le 3 août 1792, le gouvernement de Charles IV donna mission de désigner un emplacement plus sûr et plus éloigné de la frontière, et donc plus propice à l’installation d’une industrie militaire, laquelle devait être en mesure de satisfaire les besoins en matériel de guerre de l’armée espagnole et de la marine royale, mais sans les défauts des autres établissements similaires, rendus vulnérables par leur proximité avec la frontière pyrénéenne. À cet effet, l’ingénieur en chef de la Marine, Fernando Casado de Torres, fut chargé en août par les ministres de la Marine et de la Guerre de parcourir les montagnes de Santander et des Asturies en quête d’un lieu idoine pour une fabrique de munitions de gros calibre. Dans son rapport urgent, mais néanmoins fort circonstancié, remis au ministre de la Guerre le 5 septembre 1792, Casado de Torres déclarait
qu’ayant visité toute la région, « j’ai vu sur toute cette côte des parages très à propos pour une telle implantation ; mais le plus adéquat et celui qui réunit les plus grands avantages, me paraît être le point d’union de la rivière Trubia avec le fleuve Nalón ». Que Casado de Torres ait fixé son choix sur ce lieu s’explique essentiellement par les considérations suivantes : la relative proximité, à une cinquantaine de kilomètres en amont sur le Nalón, des mines de charbon de Langreo, qui étaient gérées par la Marine et dont le produit serait à acheminer par bateau vers Trubia après réalisation d’un projet de canalisation du Nalón ; la présence de minerai de fer dans les environs, en particulier à Castañedo del Monte, dans les replis du mont Udrión, dans les ravins de Berció et sur les rives des Bascones ; par la disponibilité abondante d’argile et de sable pour les moulages ; la présence sur les flancs de l’Udrión d’abondantes quantités de pierre calcaire et de quartz ; la profusion d’eau douce, grâce à la proximité de deux cours d’eau, lesquels, par leur forte déclivité, étaient de surcroît susceptibles de fournir de l’énergie hydraulique ; et la présence du fleuve Nalón qui, une fois rendu navigable, servirait au transport, d’une part, du charbon en provenance de Langreo et des rives de la rivière Lena, et d’autre part, des produits manufacturés à destination du port de San Esteban de Pravia, situé à l’embouchure du fleuve,, (dans l'actuelle commune de Muros de Nalón). Le 10 novembre 1792 se tint dans le palais du duc del Parque à Oviedo une réunion de techniciens, où furent tracées, sur la base du rapport de Casado, les lignes maîtresses pour la création de la future manufacture,.
L’étude de Casado clôturée, le gouvernement décida le transfert des installations de production d'armements et nomma pour premier directeur de la fabrique le colonel Francisco Vallejo. Les projets de construction d’un canal de dérivation et d’un barrage connurent un début de mise en œuvre en 1793. Cependant, le 23 mars de la même année, à la suite de la mort sur l’échafaud du roi de France, Charles IV déclara la guerre à la république française. En plein conflit, le 24 avril 1794, il fut finalement décidé, par voie de Cédule royale, d’implanter une manufacture de munitions au confluent de la rivière Trubia et du fleuve Nalón, ainsi que de transférer vers les Asturies le personnel des Fabriques royales de Navarre et des manufactures d’armes portatives basques sises à Placencia, Elgoibar, Ermua et Eibar, eu égard à l’imparable avancée de l’armée française emmenée par le général Moncey à travers cette zone. Les fonderies d’Eugui, d’Orbaiceta et de San Sebastián de Muga furent détruites par les troupes d’occupation, et seule resta encore en activité la fabrique de canons de Liérganes (Cantabrie), laquelle toutefois dut fermer définitivement ses portes en 1795 par suite de l’épuisement de ses réserves végétales surexploitées. C’est ainsi que vit le jour à Trubia en 1794 la Real Fábrica de Municiones y Armas portátiles (littér. Fabrique royale de munitions et d’armes portatives), témoignage le plus précoce de l’industrialisation des Asturies. À quelque temps de là, une Fábrica de Armas entra en service également à Oviedo, et en 1808, la manufacture de Trubia devint une succursale de celle d’Oviedo. D’autre part, le projet d’implantation à Trubia impliquait de déplacer de Guipúzcoa vers Trubia l’ensemble du personnel technique, maîtres, officiers et apprentis, mais également leurs familles, soit plusieurs milliers de personnes. Vers le milieu du XIXe siècle, l’usine de Trubia fut placée sous la tutelle des militaires,,. Si certes le personnel serait dispersé dans des bureaux situés dans des localités autres que Trubia, la production serait l’apanage de la manufacture de Trubia, et là seul seraient construites les pièces et montées les armes.

### Premiers balbutiements et abandon
Entre 1795 et 1796 furent érigés, pour les besoins de la Real Fábrica, deux hauts fourneaux (le Volcán et l’Incendio), et en mai 1797 eurent lieu, lors d’une cérémonie solennelle à laquelle assistèrent l’évêque d’Oviedo et le maire du concejo, les premiers essais de fusion du fer dans un fourneau alimenté à la coke ; l'essai cependant fut une déconvenue, car on échoua à liquéfier suffisamment le fer en vue du moulage. Compte tenu du nouveau conflit militaire qui s’était déclaré en Europe, l’on décida de recourir pour l’heure au charbon végétal pour l’urgente fabrication de munition, sans pour autant renoncer au projet d’utilisation ultérieure du charbon minéral.
Après ces premiers pas, deux autres échecs allaient compromettre l’avenir de la Fabrique d’armes de Trubia. Le premier est le projet de canalisation du fleuve Nalón, dont dépendaient les besoins de transport de la manufacture. La possibilité de rendre navigable le Nalón était contestée, plus particulièrement par Gaspar Melchor de Jovellanos, qui préconisait en lieu et place l’aménagement d’une route charbonnière reliant la Fabrique d’armes à la zone houillère proche et aux ports d’Avilés, de Villaviciosa et de Gijón, et proposait d’autres lieux d’implantation. En janvier 1795, le nouveau directeur de la Fabrique d’armes, le brigadier Francisco Vallejo, se rangea au plan Casado de Torres. Le même Casado toutefois, qui, au rebours de l’opinion de Jovellanos, avait défendu le projet de canalisation et amorcé les travaux en 1793, s’avisa bientôt de la non-faisabilité de ce plan, en raison des continuelles crues du fleuve, à l’origine d’incessants surcoûts. Face à cette situation, le gouvernement promulgua, par voie de l’Ordre royal du 1er octobre 1803, le Plan d’abandon dudit projet,.
Cependant, le véritable péril était l’invasion française de 1808, qui paralysa les travaux à Trubia. En 1806, la Fabrique d’armes avait eu un nouveau directeur, le lieutenant-colonel d’artillerie Ignacio González Cienfuegos y Jovellanos, qui mit en œuvre, dans l’année même de sa nomination, un nouveau plan d’essais de combustible minéral, avec des résultats apparemment encourageants. Mais aussitôt après l’invasion française, le personnel dut être réparti sur d’autres établissements militaires, dans les Asturies et aussi à travers tout le territoire espagnol, en particulier à Séville et sur l’île de Majorque, Trubia ne gardant que les ouvriers pour la production de baïonnettes et de canons, sous un fonctionnement de type corporatif et sous la tutelle de la Fabrique d’armes d’Oviedo, qui fut réorganisée en 1812. Ainsi s'acheva la première phase de l'histoire de la Fabrique d’armes de Trubia, phase marquée par l’échec des hauts fourneaux et par l’erreur de la canalisation du Nalón, et suivie de plusieurs années d’abandon,.

### Mandat de Francisco Antonio Elorza (1844-1867)
En 1843, au lendemain de la Première Guerre carliste, le gouvernement espagnol, désireux de combler le retard de l’Espagne vis-à-vis du reste de l’Europe dans le domaine de l’industrie sidérurgique et, plus spécialement, en matière de canons de marine, de batteries côtières et d'artillerie pour places fortes, chargea l’officier d’artillerie de réserve, Francisco Antonio Elorza y Aguirre, de rédiger un mémoire sur la situation de la Fabrique d’armes de Trubia et sur les solutions possibles en vue d’en ranimer l’activité, en particulier en élargissant ses missions à la fabrication de canons, par la mise en œuvre de la technologie alors moderne de la fonte.

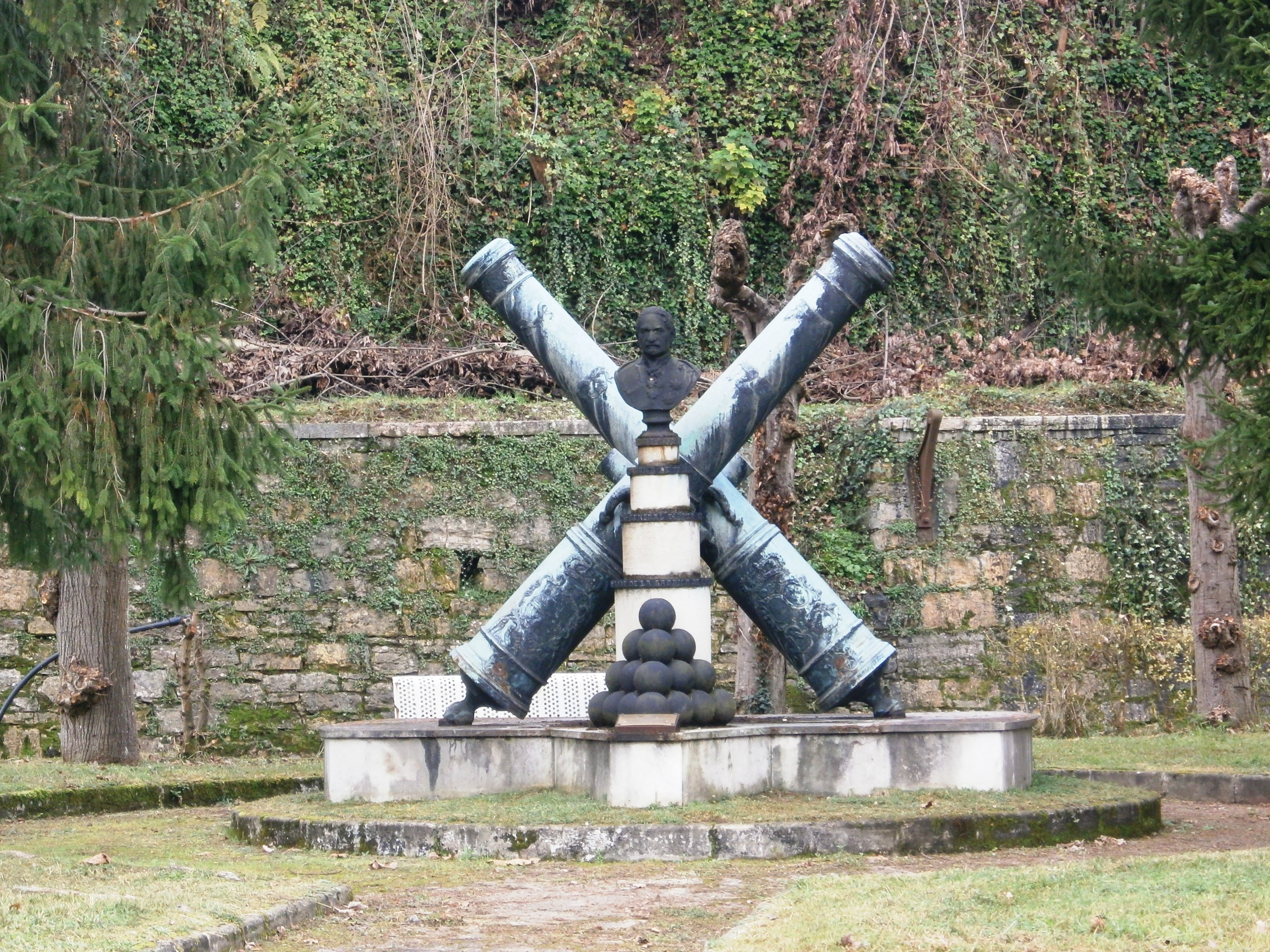
Buste d'Elorza dans la manufacture de Trubia.

En 1844, au terme d’une longue période d’incertitude, le directeur général de l’artillerie, le lieutenant-colonel Javier Azpiroz, proposa au gouvernement de rétablir la Fabrique d’armes de Trubia, ainsi que d’étendre ses assignations de production à la fonderie de pièces d’artillerie de fer afin de pourvoir aux besoins de la marine et de la défense côtière. Un Ordre royal du 26 mai 1844 décréta le rétablissement de la manufacture de Trubia, tandis que le 18 août 1844 fut nommé directeur le même Francisco Elorza, — alors lieutenant-colonel, mais hissé dans la suite au rang de général —, qui saura donner une forte impulsion à la manufacture de Trubia. Elorza, formé dans l’Académie d’artillerie à Palma de Majorque, avait été persécuté par Ferdinand VII et contraint d’émigrer, situation qu’il mit à profit pour parcourir toute l’Europe en faisant halte précisément dans les pays en pointe dans le domaine des techniques industrielles ; ses visites aux aciéries en Belgique, en Allemagne et au Royaume-Uni avaient fait de lui l’un des ingénieurs espagnols les plus compétents.
Doté de talent d’organisateur et d’une notoire capacité de travail, Elorza s’attela sans tarder à sa tâche, donnant ordre de démolir les vieux fourneaux et mettant en place une nouvelle structure manufacturière apte à produire des canons en fonte du meilleur niveau. En application des récentes directives, les capacités de production de la manufacture s’accrurent progressivement, grâce à de nouveaux ateliers (tels que celui d’artillerie, joyau de l’architecture industrielle) et une puissance rehaussée, pendant que l’on construisait deux nouveaux hauts fourneaux (le Daoiz et le Velarde). Ainsi, cinq ans après l’arrivée d’Elorza à Trubia, un nouveau haut fourneau à coke, le Daoiz, entra-t-il en activité, qui permit de fondre, pour la première fois en Espagne et de façon pleinement satisfaisante, un canon d’artillerie de 68 livres ; l’autre fourneau fut lui aussi mis en marche cette même année 1849. Furent construits également, entre autres, un atelier de perçage et de meulage, un atelier de fabrication de projectiles, un atelier de fabrication d’armes à feu, un atelier de construction mécanique, deux ateliers de limage, ainsi que des ateliers de moulage, de serrurerie, de ferronnerie, de menuiserie et de carrosserie. On érigea aussi un four à chaux, et plus d’une douzaine de fourneaux de production de coke, en plus d’une aciérie pour la fabrication d’acier fondu, laquelle venait alors d’avoir commencé en Espagne. Dans les alentours de Trubia, des explorations et forages en profondeur furent effectués en quête de minerai de fer, puis les meilleurs sites sélectionnés pour exploitation, parmi lesquels se détachent en particulier les sites de Castañedo et de Berció, tous deux situés dans l’actuel concejo de Grado.
La Fabrique d’armes fit l’acquisition de mines de charbon à Riosa, et des négociations furent engagées pour raccorder Trubia au réseau de chemin de fer, encore que ce projet soit resté longtemps encore dans l’expectative. En attendant, pour répondre aux besoins logistiques, tant en ce qui concerne le transport des produits finis manufacturés à Trubia que pour l’acheminement de matières premières, on réalisa enfin, avec un considérable retard par rapport aux plans élaborés à la fin du XVIIIe siècle, un ensemble de ponts sur le Trubia et le Nalón. Furent aménagées également la route de Trubia à Oviedo, ainsi que plusieurs routes reliant la manufacture aux mines de fer et de charbon.

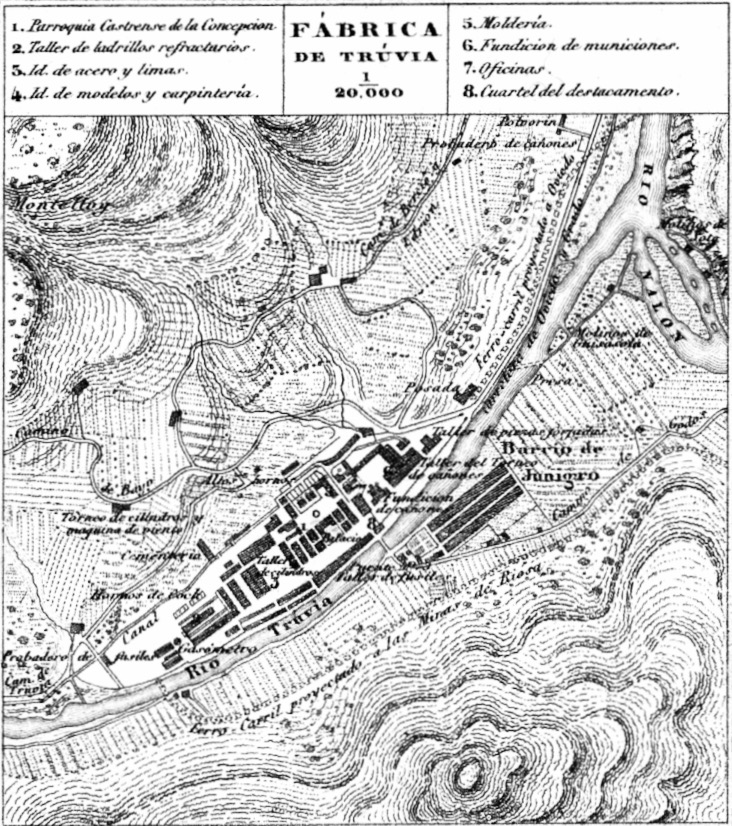
Plan de la manufacture (1870). Les ateliers occupent la rive gauche (occidentale) de la rivière Trubia. Sur la rive opposée, remarquer les trois rangées de maisons de la cité ouvrière de Junigro. Le confluent du Trubia et du fleuve Nalón se situe un peu en aval.

Elorza s’employa à rehausser les normes de qualité applicables dans son institution, notamment en ordonnant la tenue régulière et réglementée d’essais sur les matériels fabriqués. Ainsi les épreuves comparatives entre les produits issus de la fabrique et les fabrications étrangères étaient-elles devenues monnaie courante à Trubia, et se soldaient du reste souvent à l’avantage de la manufacture, ce dont témoigna de façon particulièrement éloquente le canon de 12 cm fabriqué à Trubia en 1855, celui-ci se révélant capable de résister à 5 100 tirs, face à la durée de vie officielle des pièces s’établissant à cette époque à 700. Certes, l’atelier d’artillerie connut quelque difficulté à s’adapter aux avancées technologiques, notamment le rayage des tubes de canon. Par ailleurs, avec la mise en œuvre des plans de rénovation, il était entré dans les habitudes de la Fabrique d’armes de Trubia de tisser des relations avec d’autres pays, se traduisant entre autres par la constitution de nombre de commissions d’étude chargées de se mettre au fait des expériences internationales. À l’occasion, l’on eut aussi recours à du matériel ou à du personnel spécialisé venus de l’étranger pour soutenir les activités de la manufacture. De l’année 1878 date le premier canon de 15 cm en fonte produit à Trubia à l’aide de matériaux intégralement d’origine espagnole, œuvre de Fernando Álvarez de Sotomayor.
Au XIXe siècle, les produits de Trubia faisaient bonne impression à l’étranger, comme l’attestent les médailles et diplômes d’honneur obtenus par les échantillons (de minerais, de produits finis) présentés lors d’expositions internationales, entre autres à Paris en 1855 (où les spécimens de Trubia obtirent une médaille de 1re classe), à Londres en 1862 (médaille de bronze), à Vienne en 1873 (médaille et diplôme de mérite dans le groupe 1), à Philadelphie en 1876 (trois diplômes, pour des échantillons de coke, de fer forgé et d’acier fondu), à Paris de nouveau, en 1878 (médaille d’argent ou équivalent, pour un canon de fer à tube rayé de 16 cm), à Boston en 1883-1884 (médaille d’or pour des lingots de fer et d’acier), etc.
Sous le mandat d’Elorza prévalait un modèle mixte de développement urbain (c’est-à-dire intégrant aménagements industriels et zones de résidence), dans le cadre duquel virent le jour, dans un premier temps encore tout auprès des installations manufacturières, le palais de la direction, les villas d’officier, les casernements pour ouvriers, une cantine, des places et des allées arborées. Pour héberger la main-d’œuvre ouvrière, et compte tenu de l’exiguïté de l’enceinte de l’usine, l’on entreprit par la suite d’édifier les premières cités ouvrières en dehors de ladite enceinte, notamment, sur la rive droite de la rivière Trubia, le quartier de Junigro, qu'un pont reliait à la manufacture,.

#### École des arts et métiers

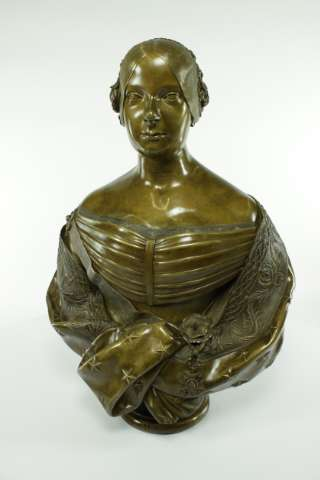
Buste de la reine Isabelle II, réalisé en 1846 sous la direction de Charles Bertrand dans la manufacture de Trubia.

Trubia est redevable à Elorza de la fondation en 1850 de la première en date des écoles d'arts et métiers d’Espagne (en espagnol Escuela de Artes y Oficios), voire la première de ce genre en Europe, qui allait faire figure de parangon en la matière jusqu’à la fin du XXe siècle,, à savoir la célèbre Escuela de Aprendices (littér. École d’apprentis), créée pour permettre aux enfants des travailleurs de la Fabrique d’armes de se former dans ceux des métiers dont la manufacture allait avoir besoin dans les années postérieures. À partir de 1846, la manufacture commença à recruter des maîtres européens spécialisés dans la fabrication de matériel militaire pour former les apprentis. Les disciplines enseignées étaient fort diverses, allant de la fonderie et de la construction mécanique à l’arithmétique et au dessin technique, en passant pas les beaux-arts. Une grande attention était vouée à la section statues, bustes et ornements de l’atelier de moulage, où des apprentis étaient formés sous la direction technique de spécialistes européens, parmi lesquels on note en particulier le maître belge Charles Bertrand, qui signa un contrat avec la manufacture en 1846 à Liège. Les quelque 120 promotions de cette école (copiée depuis par d’autres villes d’Espagne) totalisent plus de 4 000 élèves qui, sortis de l'établissement après une formation théorique et pratique et dispersés sur tout le territoire national, mais aussi à l’étranger, et fort prisés pour leurs compétences professionnelles, allaient être appelés à occuper de hauts postes dans l’industrie.

### Dernières décennies duXIXesiècle
Dans les années suivant le départ d’Elorza, la production à Trubia connut une forte chute, entraînant, entre autres choses, l’extinction définitive en 1866 du dernier haut fourneau et la cessation complète de l’activité sidérurgique, par quoi il fallut désormais envisager l’achat d’acier à l’industrie privée. À cette cessation d'activité concourut aussi la baisse des droits de douane, qui avait rendu plus difficile la concurrence avec le lingot anglais. À cela, il y a lieu d’ajouter encore la guerre civile consécutive à la révolution de 1868, par suite de laquelle l’État espagnol fut mis dans l’incapacité de continuer à verser les fonds nécessaires au développement de la manufacture de Trubia et qui fut ainsi la cause de ce que l’Espagne fut à la traîne des progrès techniques réalisés ailleurs en Europe. Après que la situation politique se fut stabilisée, il apparut que seuls des investissements considérables pourraient permettre à Trubia de s’adapter aux nouvelles techniques et aux nouveaux armements. Cependant, faute d’imputation budgétaire spécifique pour ces réformes, celles-ci durent être réalisées sur le budget annuel de la manufacture elle-même, parallèlement avec la production ordinaire, en conséquence de quoi le processus d’adaptation se prolongea indûment dans le temps,.

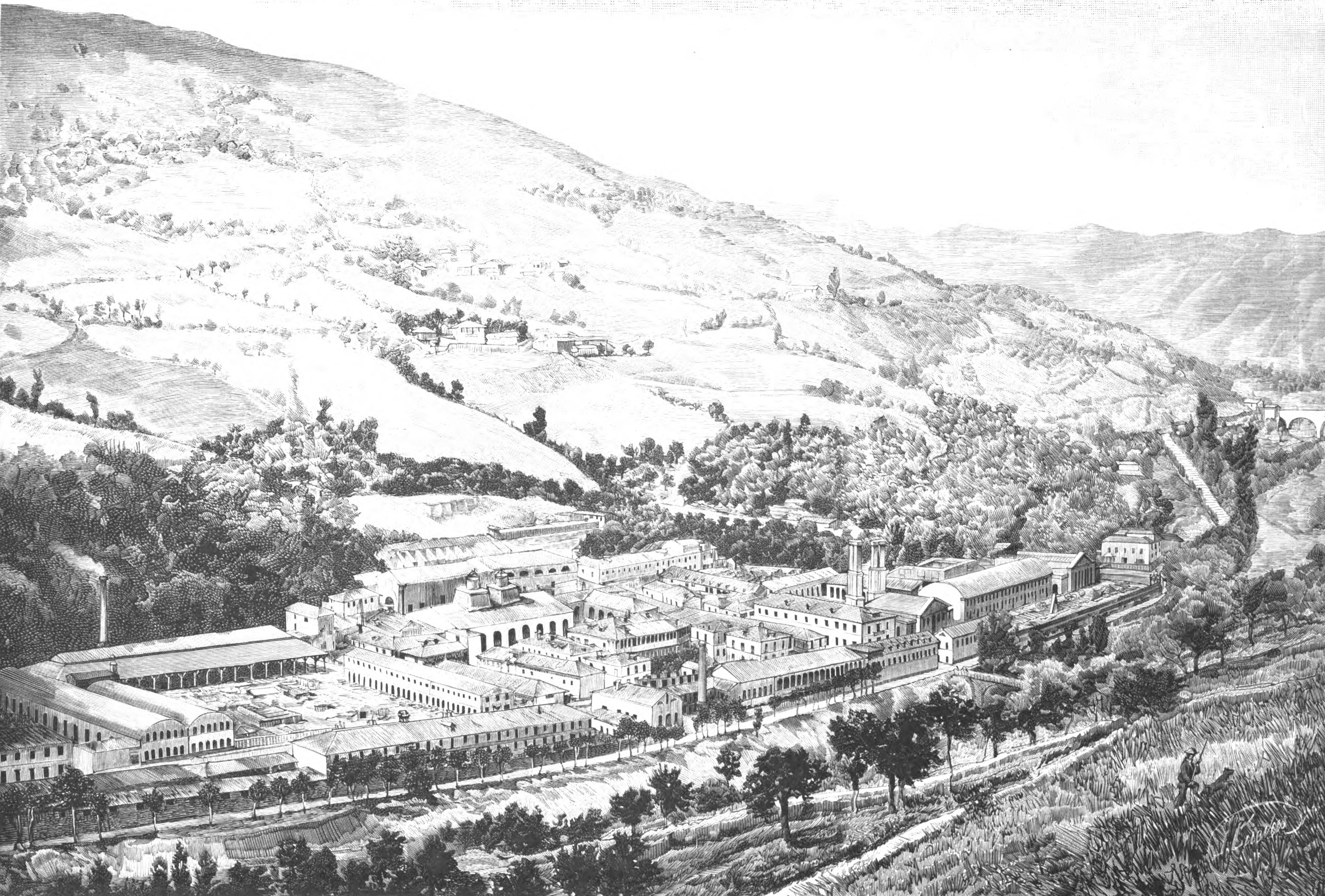
Vue générale du site industriel (2e moitié du XIXe siècle).

Pendant ces années, la production à Trubia pourvoyait essentiellement à l’artillerie de littoral, aux forteresses des zones frontalières et aux vaisseaux de guerre. Bientôt commencèrent à être construits en Espagne les premiers canons de 24 cm à chargement par la culasse. Ces innovations techniques nécessitèrent de profondes transformations sur le site de Trubia, tant dans le but de rehausser la capacité spatiale de ses ateliers que de remédier à la rareté et à l’obsolescence de ses équipements,. Ainsi, entre 1879 et 1891, les ateliers existants furent-ils modernisés et de nouveaux ateliers construits, ce qui accrut la surface de production. L’une des principales avancées cependant était que l’on se remit à fabriquer de l’acier, que Trubia fournissait ensuite aux autres manufactures espagnoles. Durant cette même période, le chemin de fer parvint enfin jusqu’à Trubia, faisant de la localité un important nœud de communications, et la Fabrique d’armes allait disposer désormais, pour le transport du matériel, de 4 km de voies ferrées faisant la jonction entre ses ateliers et la ligne générale, laquelle courait de la gare de Trubia à Oviedo.

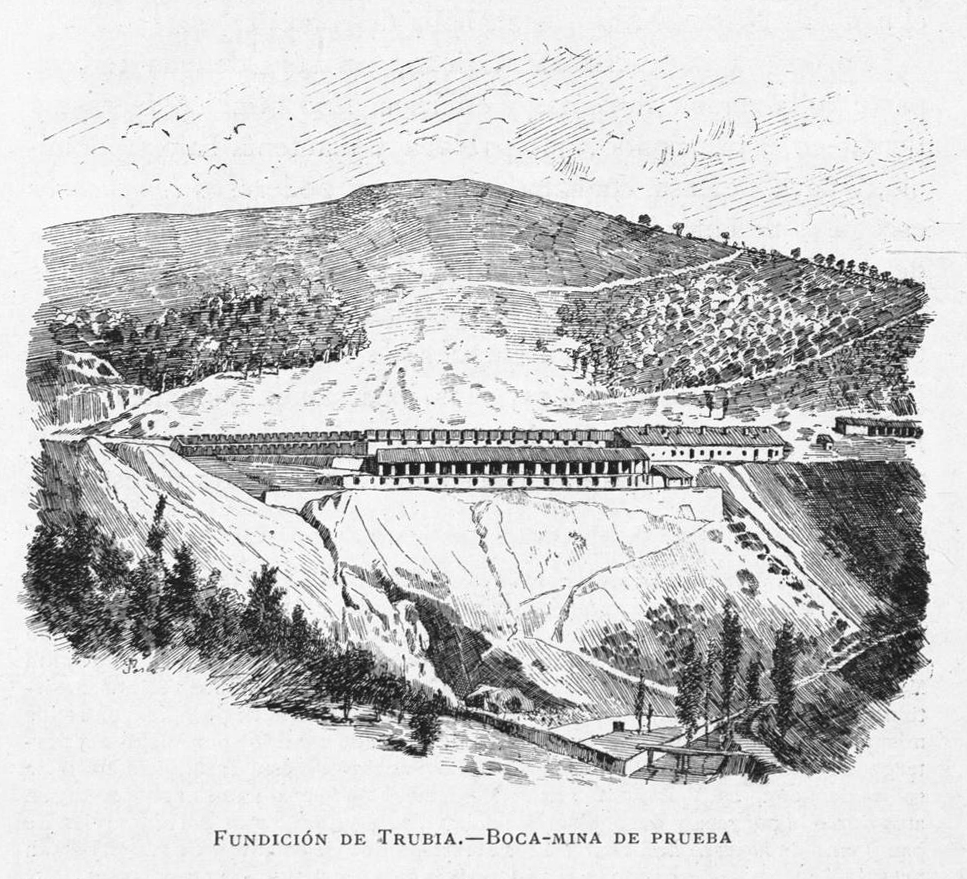
Terrain d'essai pour matériel d'artillerie (gravure de 1885).

Il fut alors décidé par les autorités espagnoles de privilégier l’usage d’acier (au détriment du bronze, promu par Franz von Uchatius) pour le programme de fabrication d’artillerie. L’État voulut dans un premier temps confier la mise à exécution dudit programme à l’industrie privée, mais face à l’absence de candidats, finit par en charger l’usine de Trubia. Toutefois, il fallut attendre jusqu’en 1892 avant de voir enfin satisfaites les requêtes de mise à niveau technique de la manufacture asturienne, mise à niveau qui entraîna une réorganisation décisive de l'usine, la mettant en mesure de fabriquer chaque année 40 canons, un nombre égal d’affûts et 4 000 projectiles, soit une production totale d’un millier de tonnes de matériel de guerre l’an. La Fábrica de Trubia s'étendait à ce moment sur une superficie de 20 ha et consommait annuellement 2 500 tonnes de fer et 12 000 de houille. L’établissement accordait une importance particulière à l’évaluation et aux essais du matériel qui entrait et sortait des ateliers, y compris, dans le cas des fers et des aciers, des analyses chimiques et des tests mécaniques rigoureux. Sur le terrain d’essai destinés aux canons, on tirait sur la montagne proche ou dans une galerie de sable de 50 mètres d’épaisseur. Enfin, la fabrique disposait, sous le ressort direct de la sous-direction, outre d’une section de comptabilité, également d’une salle de dessin industriel et d’une copieuse bibliothèque. Méritent une mention spéciale, dans ces années-là, les créations nouvelles qui virent le jour à Trubia grâce à quelques concepteurs espagnols, comme le capitaine d’artillerie Fernando Álvarez de Sotomayor (nouvelle pièce légère d’artillerie), l’artilleur Salvador Díaz Ordóñez (nouveau canon et nouveau système de batterie côtière) ou le lieutenant-colonel de marine José González Hontoria (armements à canon rayé pour vaisseaux de guerre).
Pendant la guerre de Cuba, le ministère de la Guerre résolut, dans le sillage de la réforme de 1892, d’installer à Trubia les équipements nécessaires à la fabrication d’artillerie côtière jusqu’à un calibre maximal de 25 cm ; à cette fin, de nouveaux ateliers durent être construits.

### Première moitié duXXesiècle: incertitudes et nouvel essor
À la suite de la défaite espagnole de 1898, il y eut de nouvelles incertitudes quant au destin futur de la Fabrique d’armes de Trubia, à telle enseigne qu’en 1900, une société hispano-française se montra intéressée à acquérir la manufacture en s’engageant à élaborer et produire dans ses ateliers tout le matériel militaire nécessaire pour mettre le pays en état de défense, avec la collaboration d’ingénieurs et d’ouvriers français. L’État espagnol cependant rejeta cette proposition, par voie du Décret royal du 22 janvier 1900, en invoquant le statut d’entreprise stratégique de la Fabrique. Le 7 janvier 1908 fut promulguée la loi protectionniste dite loi Maura-Ferrándiz,, par laquelle l’Espagne se proposait de reconstruire sa flotte de guerre après le désastre de 1898. Dans ce cadre, la Fabrique d’armes de Trubia se vit chargée de mettre au point des canons à l’usage des batteries des cuirassés. De même, on entreprit d’améliorer les ateliers de fonderie d’acier et d’en construire d’autres à neuf, notamment pour la production d’affûts et d’outils, pendant que les ateliers furent pourvus d’un parc de machines plus puissant et d’un appareillage de précision.

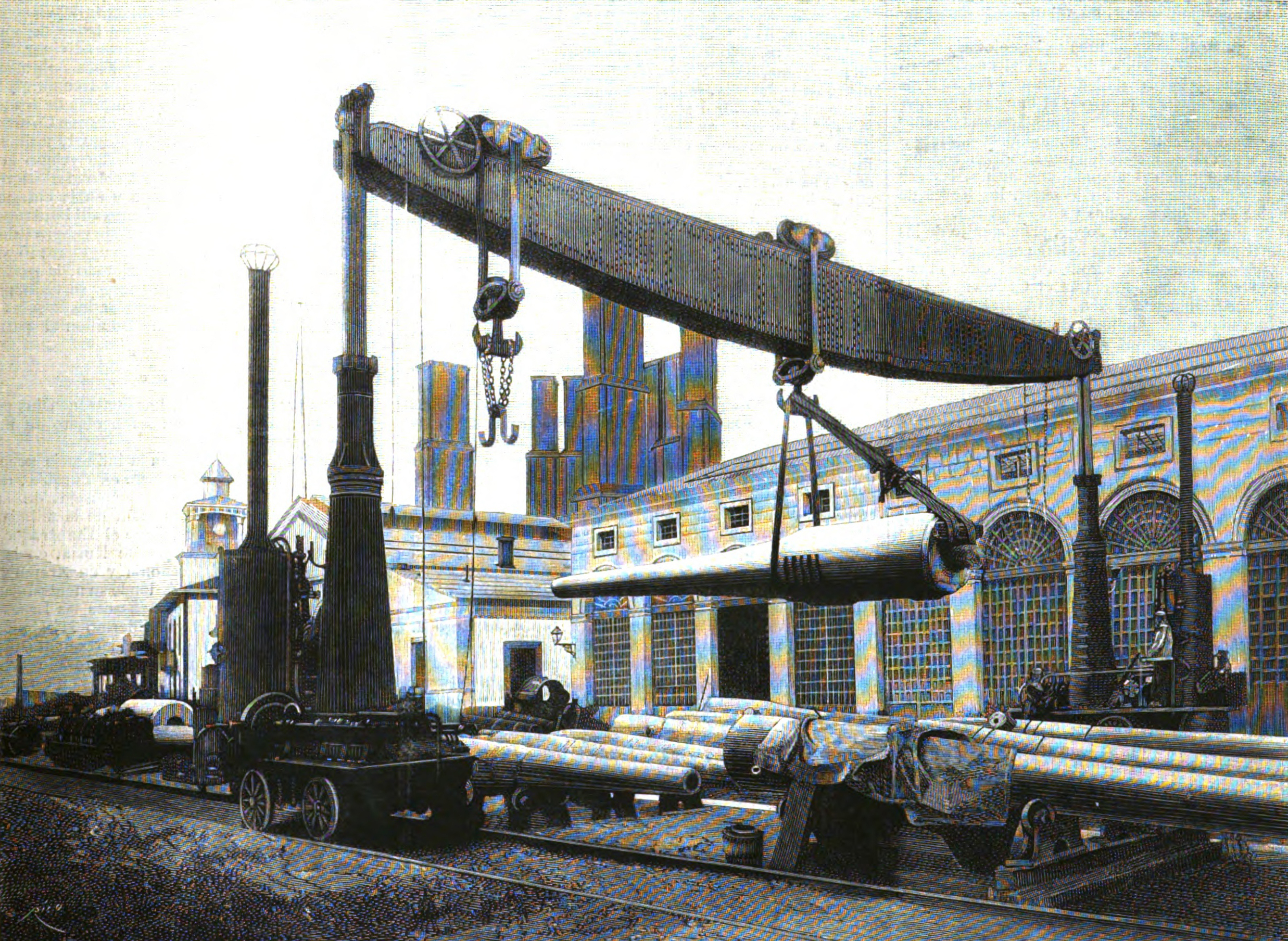
Gravure montrant les manœuvres en cours dans l’usine de Trubia pour charger sur des wagons de transport les canons de 32 cm destinés au cuirassé Pelayo (image parue dans La Ilustración Española y Americana de novembre 1889).

L’éclatement de la Première Guerre mondiale provoqua un nouvel essor de l’industrie militaire, auquel la Fabrique d’armes de Trubia ne resta pas étrangère, ce qui se traduisit par de nouveaux ateliers et bâtiments administratifs, de nouveaux quartiers d’habitation ouvriers, et aussi, dès le début du siècle, mais plus particulièrement sous la dictature de Primo de Rivera, par le renouveau que connut la politique sociale de l’usine en faveur de ses travailleurs et de leurs familles ; ainsi fut mise en place dans la localité de Trubia un ensemble d’équipements de services, tels que le remarquable casino (centre culturel et social avec théâtre, salle de billard, une bibliothèque bien fournie, des services sociaux…), une place de marché d’allure avant-gardiste, une cantine pour ouvriers au mobilier très fonctionnel, une maison de bains, avec étuve de désinfection et buanderie mécanique, une infirmerie et un hôpital d’urgence doté d’équipements modernes, y compris un appareil de rayons X à l’intention des ouvriers et de leurs familles,. Trubia faisait ainsi figure d’un bourg singulier, différent de ceux du reste de l’Espagne, puisque doté d’un théâtre, d’une école de langues étrangères, d’une chorale polyphonique et d’un orchestre de musique.
Dans le quartier du Soto — sur la rive gauche de la rivière, au-dedans de l'enceinte de la fabrique, un peu en aval du bâtiment administratif (soto = frange verdoyante bordant une rivière) — furent édifiés les logements du personnel de direction, le casino des ingénieurs et une église, en même temps qu'y fut aménagé un petit parc. Il s’agit de la période la plus prospère de Trubia ; mais plus tard, dans les années 1950, la ville fut entraînée dans une inexorable décadence, qui persista au delà de l’an 2000, même si depuis lors la Fábrica de Armas de Trubia connut des extensions et des remaniements. En dépit de ces transformations, le site de l’entreprise reste un lieu d’intérêt comme témoin représentatif de l’architecture à l’aube du XXe siècle.
Sur le plan industriel, on mit en marche la fabrication, sous brevet Schneider, d’un nouvel obus de 15,5 cm, modèle 1917. Son efficacité, dont la démonstration sera faite lors de la campagne au Maroc, lui assura une longévité de production dans l’usine de Trubia jusque dans les années 1960. Une des nouveautés militaires apparues pendant la Première Guerre mondiale était le char de combat, dont la fabrication requit des installations nouvelles, construites sur les terrains de l’ancien centre d’essais. Tout en reproduisant les modèles étrangers dont l’efficacité avait été éprouvée dans la guerre, l’atelier des chars de combat mena dans le même temps ses propres études et recherches, et fut à même de lancer, avec les moyens d’expérimentation appropriés, un modèle proprement espagnol. En effet, en 1925, le capitaine d’artillerie Carlos Ruiz de Toledo conçut, sur la base du char français Renault FT-17, un projet de char léger pour infanterie, le modèle Trubia 75 H-P, série A, à tir rapide, qui, approuvé en 1927, fut le premier en son genre produit en Espagne. Dans le domaine de l’artillerie également surgirent à cette époque des projets d’origine espagnole, aboutissant à des matériels légers et démontables, de même niveau que la production dans le reste de l’Europe. Dans la décennie 1930, la Fabrique d’armes occupait un espace de plus de 300 000 mètres carrés, dont un cinquième de surface bâtie. Des efforts notables furent déployés pour doter l’usine de fourneaux de dernière génération.
Lors de la grève insurrectionnelle asturienne d’octobre 1934, les révolutionnaires s’emparèrent de la Fabrique d’armes de Trubia dans la journée du 6 octobre et mirent la main sur le stock d’armements présent sur le site. Parmi les pièces d’artillerie, ils se saisirent, en raison de leur maniement aisé et de leur légèreté, de 16 canons de type Ramírez de Arellano, de 40 mm, qu’ils mirent à contribution immédiatement contre les forces de l’armée régulière assiégée dans Oviedo.
Au déclenchement du soulèvement militaire de juillet 1936, José Franco Mussió, colonel directeur de la manufacture de Trubia, reçut l’ordre de son supérieur immédiat, le colonel rebelle Aranda, commandant général des Asturies, de défendre l’usine contre les attaques des syndicats ouvriers, opposés à l’insurrection militaire. Le directeur dédaigna cet ordre et maintint la production de l’usine sous la supervision d’un Comité ouvrier de guerre. Toutefois, la production fut peu efficace, par suite des perturbations dans l’organisation consécutives à la situation de guerre et en raison du bombardement des ateliers par l’aviation ennemie. Le 22 octobre 1937, les forces du camp nationaliste venues d’Oviedo se rendirent maîtres de la Fabrique de Trubia. Le 14 novembre suivant, à sept heures du matin, dans le contexte des actes de vengeance et de purge faisant suite à la conquête militaire des Asturies par les troupes nationalistes pendant la Guerre civile, tous les officiers d’artillerie qui avaient été à la tête de l’usine de Trubia furent passés par les armes,.
Dans les années de la guerre civile, le principal matériel fabriqué était des obus Schneider de 105 et 155 mm, qui n’avaient rien à envier, pour ce qui est de l’efficience sur le champ de bataille, au matériel étranger fourni par les alliés des deux camps.
La Guerre civile terminée, la production de la Fabrique d’armes se ralentit, mais fut réactivée en urgence en 1940 pour faire face à la demande résultant du nouveau conflit mondial, demande où occupait une place particulièrement importante le matériel de défense anti-aérienne conçu par l’Allemagne et centré sur le mythique 88/56, qui allait être fabriqué en Espagne. En février 1943, l’Espagne obtint de la société Krupp la licence de fabrication de ce canon antiaérien, encore qu’elle ne l’ait pas eue en exclusivité. Avec cet équipement, Trubia entrait de plain-pied dans les systèmes d’artillerie modernes, lesquels certes excluaient que la production puisse se faire intégralement sur le seul site de Trubia, cette industrie essentiellement métallurgique exigeant en effet le recours à la sous-traitance et à des contrats avec répartition des tâches.

### Réorganisation du secteur espagnol de l’armement et privatisation (avril 2001)
En 1941 fut fondé l’Institut national de l'industrie (Instituto Nacional de Industria, acronyme INI), dont l’un des buts était de relancer l’industrie espagnole d’armement. À l’initiative ce cet institut furent mises sur pied la Empresa Nacional Bazán de construcciones navales en 1947, le Centre d’études techniques des matériaux spéciaux (Centro de Estudios Técnicos de Materiales Especiales, CETME) en 1949, et l’Empresa Nacional Santa Bárbara de Industrias Militares (ENSB) en 1959, cette dernière absorbant un grand nombre de manufactures militaires, mais non encore celle de Trubia, qui demeurait pour l’heure au pouvoir de l’armée,. L’usine de Trubia, alors surdimensionnée, occupant des espaces volumineux, souffrait d’une faiblesse de la demande et nécessitait d'importants investissements, mais disposait en contrepartie de l’atout d’un personnel hautement qualifié et d’excellentes communications.
Trubia participa, aux côtés d’autres établissements industriels, à l’élaboration d’armes d’infanterie, tels que des tubes lanceurs de projectiles et des lance-grenades anti-char 60/22. Trubia intervint aussi dans la fabrication de la grenade à fusil Energa, de la mitrailleuse Alfa, des pistolets-mitrailleurs Parinco et du nouveau fusil d'assaut CETME. Depuis les années 1970, Trubia prenait part, conjointement à la Fábrica de Séville, à la production de canons sans recul de 106 mm, ainsi qu’à la production de roquettes de différents types. La tutelle directe du ministère de la Défense sur la Fabrique d’armes de Trubia prit fin le 9 mai 1986, lorsque le Conseil des ministres décida de l’incorporer, au même titre que les usines homologues de Murcie et de Valladolid, dans l’Empresa Nacional Santa Bárbara, appartenant au groupe de l’INI,.
En 1997, au bout de plusieurs années d’incertitude, il fut convenu d’un plan visant à assurer la viabilité de l’entreprise, par un redimensionnement, par le renforcement de la recherche et développement, et par la mise en œuvre d’un plan d’investissement en vue d’améliorer sa compétitivité. Pourtant, les véritables desseins du gouvernement Aznar étaient autres, et en 2001, Santa Bárbara fut privatisée et vendue à la multinationale américaine General Dynamics Combat System Group pour un montant de 5 millions d’euros. D’après l’entreprise, le plan d’intégration mis au point par elle aurait pour objectif de maintenir l’emploi et l’activité industrielle. En avril 2012 pourtant, la direction annonça la fermeture de la Fabrique d’armes de La Vega (municipalité d’Oviedo) et son transfert vers Trubia, ce qui sera chose faite en octobre de la même année. En février 2013, l’entreprise annonça un réajustement assorti d’un plan social (ERE) affectant 289 personnes, dont 55 allaient être licenciés, à l’encontre des engagements pris par la firme. Au sein du groupe, l’usine de Trubia est spécialisée dans la fabrication de châssis pour chars d’assaut et pour véhicules blindés.

## Valeur patrimoniale
La création de la manufacture détermina une vive croissance de la bourgade de Trubia, où furent érigés plusieurs édifices remarquables, emblématiques de la puissance économique qui y régnait autrefois, et dont bon nombre sont encore debout, en dépit du déclin engagé à partir des années 1950. Il y a lieu de distinguer les édifices sis sur le site industriel même et ceux bâtis en dehors de l’enceinte de la manufacture à partir de 1844.
Ont été retenus comme constitutifs d’un patrimoine de valeur et proposés pour classement : 16 édifices au total appartenant à l’ensemble historique de la Fabrique d’armes, en plus de tout le patrimoine mobilier, documentaire, artistique, technique, etc. ; et un total de 7 éléments pour ce qui concerne le quartier de Junigro, sur la rive opposée de la rivière Trubia. À ceux-ci s’ajouteraient 19 autres propositions d’inscription à l’Inventaire, répartis autour de la zone à protéger suggérée et dotés de valeur historique, morphologique et paysagère (avec une attention particulière aux cités ouvrières), et dont la date de création s’échelonne de la fin du XIXe siècle à la fin du XXe siècle, ainsi que les infrastructures ferroviaires, de voirie ou hydroélectriques.

### Sur le site industriel
L’historienne de l’art Natalia Tielve García a déclaré que « [...] la Fabrique royale d’armes de Trubia est le témoignage le plus précoce du patrimoine industriel des Asturies qui nous ait été légué et l’un des témoins les plus intéressants du patrimoine de l’industrialisation en Espagne ». Dans le même sens, la section espagnole du Comité international pour la conservation du patrimoine industriel (TICCIH-España) souligne qu’au fil de trois siècles, du XVIIIe au XXIe siècle, les manufactures d’armes de Trubia et de La Vega ont joué un rôle des plus importants, notamment un rôle fondateur, dans l’histoire industrielle des Asturies. Le professeur Germán Ojeda va jusqu’à qualifier Trubia de « cathédrale du patrimoine industriel espagnol ».

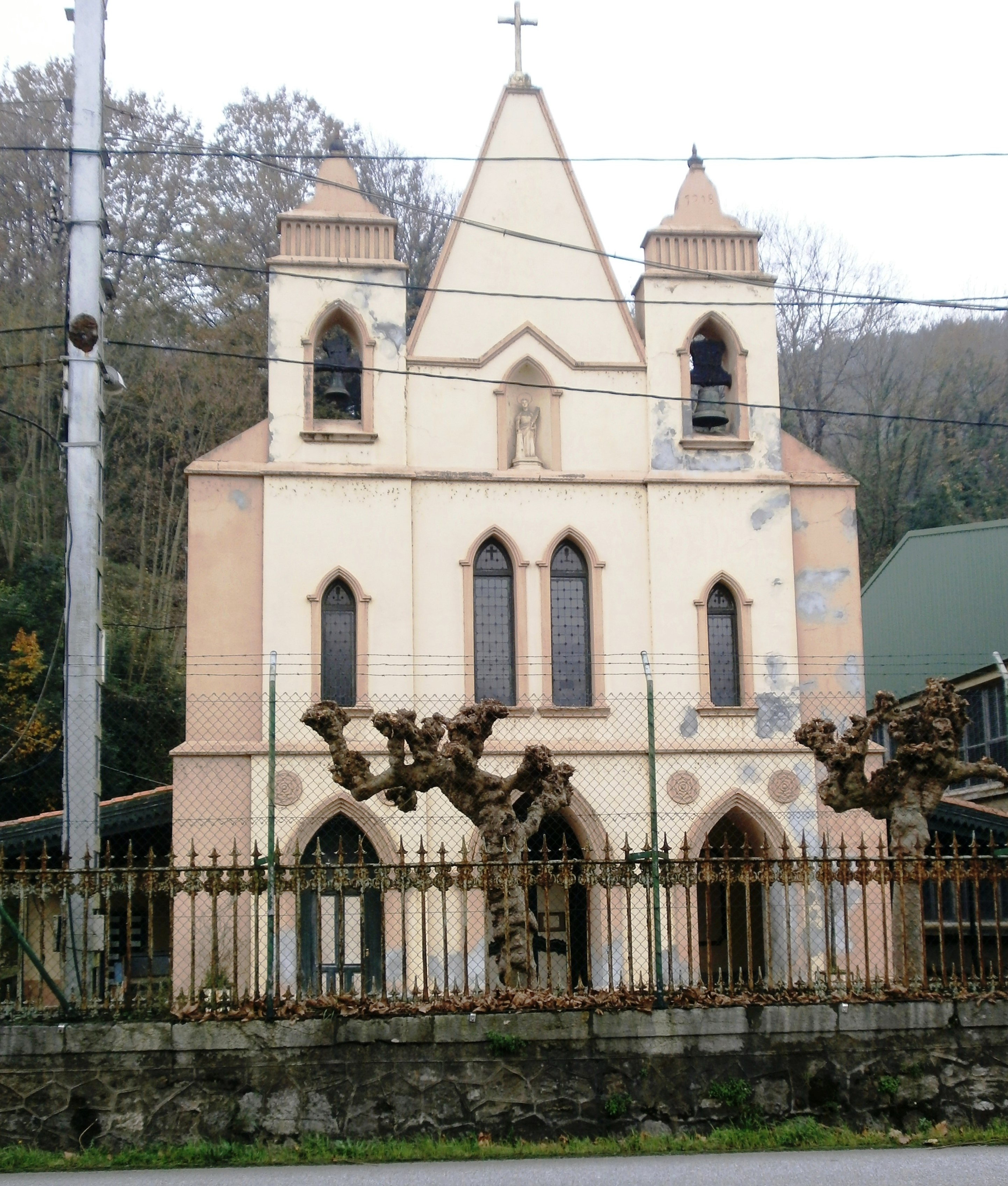
Chapelle Sainte-Barbe (sise au dedans de l'enceinte de la manufacture d'armes).

Sur le site industriel même, qui, de forme très allongée, s’étire le long de la rivière Trubia (et le long de la route AS-228) sur une longueur de près de 1 500 m, selon une direction sud-ouest / nord-est, s’alignent successivement, d’amont en aval, les monuments remarquables suivants :
- le batiment administratif, dit « édifice principal », construit selon des plans de Joaquin Argüelles, présentant sur le quai de la rivière une longue façade gouttereau entrecoupée de frontons hanséatiques, dont en particulier une porterie centrale monumentale (classé ; ravalement en 2018) ;
- l’atelier d’artillerie, datant de 1847-1850 (classé) ;
- la résidence des ingénieurs, surnommé « le palais », auparavant résidence du directeur ;
- la villa du directeur, datant de 1916 (classé) ;
- le casino (cercle privé) des ingénieurs, daté 1927 (classé) ;
- les viviendas pareadas (± lotissements concertés), situés un peu en retrait de la route (classés) ;
- la chapelle de la Fabrique d’armes ;
- l’École des arts et métiers (dite aussi des apprentis), datée 1850, de style néoclassique[35].

### En dehors de l’enceinte de la Fabrique d’armes
Après l’arrivée de Francisco Elorza à la tête de la manufacture d’armes, on construisit, hors de l’enceinte de l’usine, le coron de Junigro, propriété de la Fabrique d’armes et première cité ouvrière des Asturies. Composée de trois rangées de maisons construites vers 1850, la cité de Junigro occupe un terrain sur la rive droite de la rivière Trubia, en face de la manufacture. Le nom de la cité, dont on trouve déjà mention dès la première époque de l’entreprise, remonterait, selon certaines théories, à la venue des armuriers basques et aurait pour racine la locution basque « jon igaro », avec le sens approximatif de « sur l’autre côté », en référence à sa situation par rapport aux ateliers de fabrication, avec lesquels la cité était originellement reliée par un pont de bois ; celui-ci fut plusieurs fois remanié par la suite, jusqu’à adopter sa forme actuelle. Le premier de ces blocs de maisons, dénommé « de la rivière » (del Río, entre les rues Elorza et Espinosa), dont l’aspect et la structure d’origine ont été préservés, a surgi d’abord comme une maison-forge, hébergeant des ateliers au rez-de-chaussée et les logements ouvriers à l’étage ; aujourd’hui, c’est une enfilade d’habitations occupant les deux niveaux et caractérisées par l’encadrement en brique de ses ouvertures et par la présence, aux fenêtres du premier, de garde-corps en fer, ouvrages de ferronnerie d’art réalisé dans la Fabrique d’armes. La rangée dit « du milieu » (del Medio, entre les rues Espinosa et Fonsdeviela) date de 1940, l’original ayant été détruit par un bombardement lors de la Guerre civile ; outre des logements, le bloc renfermait autrefois aussi une « Goutte de lait », dispensaire pour femmes enceintes et nouveau-nés, sur l’idée du pédiatre français Léon Dufour. La troisième rangée du coron enfin (entre les rues Fonsdeviela et Cubillo), dénommée « du coteau » (del Monte), ne consistait à l’origine qu’en un rez-de-chaussée, auquel fut ajouté un étage en 1907, doté sur toute sa longueur d’une remarquable galerie en bois et en fer.
En plus de sa fonction résidentielle, Junigro faisait aussi office de centre de services, avec une place de marché (1918), un casino (également de 1918, centre culturel et social, récemment rebaptisé Cercle ouvrier) et quelques jolis bâtiments scolaires conçus en 1904 par Juan Miguel de la Guardia. D’autres éléments n’ont pu être préservés, comme l’économat, la cantine ou la coopérative ouvrière, tous disparus à l’aube du XXIe siècle.